# Telechele
Telechele sind Oligomere mit einer ungefähren Molmasse von ca. 2000 g/mol und kontrollierbaren funktionellen Endgruppen. Häufige funktionelle Endgruppen sind –CH=CH, –NCO, –OH, –COOH, und –SH. Telechele werden u. a. durch den Abbruch von anionischen Polymerisationen mit bestimmten Reagenzien erhalten. Weitere Möglichkeiten zur Darstellung sind Polykondensation, wobei eine Komponente in einem bestimmten Überschuss vorhanden sein muss, ein quantitativer Umsatz gesichert sein muss und Nebenreaktionen ausgeschlossen werden müssen, radikalische Polymerisation, kationische Polymerisation, Kettenspaltung und Criss-Cross-Cycloaddition.
Vorteile von Telechelen gegenüber höhermolekularen Stoffen sind eine niedrigere Viskosität und daraus folgend eine bessere Misch- und Homogenisierbarkeit, u. a. von Additiven, im Vergleich zu Monomeren eine wesentlich geringere Giftigkeit, die Möglichkeit bei Weiterreaktion lösemittelfrei zu arbeiten und eine geringere spezifische Wärmeentwicklung bei Weiterreaktionen. Durch Einsatz unterschiedlicher Telechel und Monomeren lässt sich zudem eine breite Palette von Produkten maßgeschneidert erzeugen.